# Yuka Kawase
Yuka Kawase, född 14 mars 2002, är en japansk konstsimmare.

## Karriär
Vid VM 2022 i Budapest var Kawase en del av Japans lag som tog silver i fri kombination. Vid VM 2025 i Singapore var hon en del av Japans lag som tog silver i det fria lagprogrammet.